# Necromys obscurus
Necromys obscurus é uma espécie de roedor da família Cricetidae.
Pode ser encontrada nos seguintes países: Argentina e Uruguai.